# راتشیتس-پیستوویتسه
راتشیتس-پیستوویتسه (به چکی: Račice-Pístovice) یک منطقهٔ مسکونی در جمهوری چک است که در ناحیه ویشکوو واقع شده‌است. راتشیتس-پیستوویتسه ۱۸٫۸۶ کیلومتر مربع مساحت و ۱٬۱۰۵ نفر جمعیت دارد و ۳۴۰ متر بالاتر از سطح دریا واقع شده‌است.